# Elisabeth Specht

Elisabeth Specht

Elisabeth Specht (* 28. April 1912 in Beeskow; † 23. November 2002 in Hanau) war 1960 die erste Frau in der Evangelischen Kirche von Kurhessen-Waldeck, die ordiniert wurde, und 1962 die erste Frau, die hier ein Gemeindepfarramt übertragen bekam.

## Leben
Anna Elisabeth Specht wurde 1912 als Tochter des Bauzeichners Erich Specht und der Marianne, geb. Trüschel, in Beeskow in der Mark Brandenburg geboren. Nach dem 1931 in Neuzelle im damaligen Landkreis Guben bestandenen Abitur war sie zunächst als Hauslehrerin bei der Familie Spiegel von Peckelsheim, bevor sie sich 1937 bis 1939 einer Ausbildung zur Gemeindehelferin an der Bibelschule des Burckhardthauses in Berlin-Dahlem zuwandte. Zu den Ausbildern gehörte unter anderem Otto Riethmüller und Helmut Gollwitzer. Anschließend wurde sie Landesjugendsekretärin in der evangelischen Kirche von Pommern und war 1939 bis 1942 im Kirchenkreis Pasewalk und von 1942 bis 1948 für den Bereich der gesamten Landeskirche tätig. Bereits 1934 trat sie der Bekennenden Kirche bei, da sie sich gegen die beginnende Gleichschaltung von Lehre und Organisation der Deutschen Evangelischen Kirche (DEK) stellte. 1944 begann Elisabeth Specht ein Studium der evangelischen Theologie in Greifswald, das sie nach dem Krieg 1948 in Tübingen und Manchester 1948–1949 fortsetzte. Zu ihren Lehrern gehörten unter anderem Helmut Thielicke, Otto Bauernfeind, Otto Michel, Ernst Fuchs, Hanns Rückert, Adolf Köberle und Karl Fezer. 1950 legte sie das erste theologische Examen in Tübingen ab, das zweite Examen 1952 in Stuttgart. Sie arbeitete als Vikarin dann fast ein Jahrzehnt als Dozentin im Burckhardthaus in Gelnhausen und daneben bei der Jugendkammer Stuttgart der evangelischen Jugend Deutschlands.
Am 19. Juni 1960 wurde Elisabeth Specht in der Evangelischen Kirche von Kurhessen-Waldeck (EKKW) ordiniert. Sie arbeitete zunächst an der Hanauer Kreuzkirche, in der Krankenhausseelsorge und als Religionslehrerin, bald aber auch als Vertretung für einen erkrankten Kollegen an der Marienkirche in Hanau. Als dieser ausschied, wollte sie sich auf die Pfarrstelle bewerben, der Kirchenvorstand brachte deutlich zum Ausdruck, dass er sie wollte, aber das Landeskirchenamt verwies darauf, dass das Kirchenrecht eine Frau als Gemeindepfarrerin nicht vorsehe. Dem Kirchenvorstand gelang es aber, die Landessynode zu bewegen, das entsprechende Kirchenrecht zu ändern. Daraufhin konnte Elisabeth Specht sich bewerben und erhielt die Stelle auch. Am 1. Juni 1962 wurde sie in der Marienkirche in Hanau als erste Frau in der Landeskirche in eine Gemeindepfarrstelle eingeführt. Hier blieb sie bis zur Pensionierung 1982. Elisabeth Specht verstarb am 23. November 2002 in Hanau. Sie ist auf dem Hauptfriedhof in Hanau beigesetzt.

## Engagement
Neben ihrer gemeindlichen Arbeit engagierte sich Elisabeth Specht ehrenamtlich. So leitete sie die Frauenarbeit des Kirchenkreises Hanau und begründete 1976 die Hanauer Telefonseelsorge. Auch nach ihrem Eintritt in den Ruhestand engagierte sie sich sozial und karitativ. 1997 verarbeitete sie ihre Lebenserinnerungen in einem Buch: Sie zog aber ihre Straße fröhlich, dessen Titel sie aus (Apg 8,39c ) („Er zog aber seine Straße fröhlich“) modifizierte.

## Ehrungen und Auszeichnungen
In Würdigung ihrer Verdienste wurde sie anlässlich ihrer Pensionierung im Mai 1982 zur ersten Kirchenrätin der evangelischen Landeskirche von Kurhessen-Waldeck ernannt.
Elisabeth Specht wurde für ihren gesellschaftlichen und sozialen Einsatz mit dem Bundesverdienstkreuz ausgezeichnet.

### Schriften von Elisabeth Specht
- Zwanzig Jahre Pfarrerin an der Marienkirche – Biographische Notizen. In: Hen Donath (Hg.): Marienkirche Hanau. Festschrift 1984, S. 110–114.
- Sie zog aber ihre Straße fröhlich. Aus dem Leben einer Pfarrerin. = Beiträge aus der Arbeit des Burckhardthauses 2. 1. Aufl. Gelnhausen 1997, 2. Aufl. 1998, ISBN 3-931559-41-6.
- „Komm herüber und hilf uns“. Eine Pfarrerin in vier Kontinenten. = Beiträge aus der Arbeit des Burckhardthauses 3. Gelnhausen 1999.
- Ton in der Hand des Schöpfers. Von lieben Menschen und guten Mächten. Gelnhausen 2000.
- Eine Wohnung erzählt. Träume und Realitäten. Gelnhausen 2001.
- Von Reichtümern, die Motten und Rost nicht fressen: Erfahrungen aus einem neunzigjährigen Leben. Gelnhausen 2003.

### Schriften über Elisabeth Specht
- Max Aschkewitz: Pfarrergeschichte des Sprengels Hanau („Hanauer Union“) bis 1986, Teil 1 = Veröffentlichungen der Historischen Kommission für Hessen 33. Marburg 1984, S. 38.
- Erhard Bus: Elisabeth Specht – Hanaus erste Gemeindepfarrerin. In: W.-A. Nagel-Stiftung; Hanauer Geschichtsverein und Magistrat der Stadt Hanau (Hg.): Begraben – aber nicht vergessen. Bekannte Persönlichkeiten auf Hanauer Friedhöfen. 2008, S. 143.
- Jutta Degen-Peters: Die „Menschenfischerin“ Elisabeth Specht. In: Ilse Werder: Hanau weiblich: ein Lesebuch. Hanau 2006.
- Dll.: Erste Pfarrerin der Landeskirche Elisabeth Specht feiert heute in Hanau ihren 90. Geburtstag. FAZ-Rhein-Main-Zeitung, 27. April 2002, S. 76.
- Hans Katzer: „Die Specht kimmt“. Hanauer Anzeiger v. 27. April 2002, S. 22.
- Jutta Taege-Bizer: Elisabeth Specht. In: Archiv Frauenleben im Main-Kinzig-Kreis: Künste, Kämpfe, Kompetenzen: Frauen einer Region. Gelnhausen 1994, S. 48–52.
- ohne Verf.: Eine hohe Auszeichnung. Hanauer Anzeiger Jg. 257 Nr. 113 (17. Mai 1982), S. 5.
- Betina Wischhöfer: Pfarrhelferin, Vikarin, Pfarrerin. Theologinnen in Kurhessen-Waldeck = Schriften und Medien des Landeskirchlichen Archivs Kassel 31. Landeskirchliches Archiv, Kassel 2012. ISBN 978-3-939017-12-7, insb.: S. 99.